# Monte Roen
Il Monte Roen (Roen in tedesco; 2.116 m s.l.m.) è una vetta delle Alpi della Val di Non nelle Alpi Retiche meridionali. Si trova nell'alta Val di Non, tra la provincia autonoma di Bolzano e quella di Trento. È il monte più alto della Costiera della Mendola.

## Caratteristiche
Il monte Roen conserva ancora una grande biodiversità: sono infatti presenti varie specie di piante come faggi, castagni, abeti, pini e larici e, alle altitudini più elevate, si possono incontrare cervi, caprioli e camosci. 
Il territorio del monte Roen è frazionato tra molti comuni della Val di Non come Romeno, Amblar-Don, Casez, Tavon, Sanzeno, Coredo, per citarne solo alcuni.
Il monte Roen è poco frequentato da sciatori durante l'inverno in quanto non esistono stazioni sciistiche al di fuori del Passo della Mendola e del passo Predaia (sul confine con il monte corno di Tres) , ma è possibile fare escursioni con ciaspole o sci d'alpinismo partendo dalla stazione sciistica e arrivando fino alla cima senza difficoltà. Anche d'estate vi sono numerosi escursionisti che partono dalla seggiovia, in quanto l'impianto è aperto anche l'estate e il pezzo più faticoso è possibile evitarlo, e si incamminano verso la cima del Monte dove è possibile ammirare un paesaggio. Il sentiero per arrivare sulla cima è ben segnalato e perdersi è quasi impossibile. Per arrivare sulla cima partendo dalla seggiovia si passa per il rifugio Mezzavia, e alla malga di Romeno, quest'ultima aperta solo l'estate.
Questa montagna rivive spesso nei racconti degli anziani, sipario di storie tragicomiche e irreali, assurde in certi versi, storie talvolta legate alla pratica della transumanza.
Al giorno d'oggi il Roen è divenuta una montagna sempre più selvaggia. D'altra parte costituisce una buona fonte di guadagno economico, soprattutto col taglio del legname. A tale scopo è stato costituito un apposito consorzio fra i comuni che hanno territori sulla montagna.
Il legname molto spesso è lavorato dalle segherie in loco che utilizzano il legname per produrre imballaggi in legno.

## Salita alla vetta

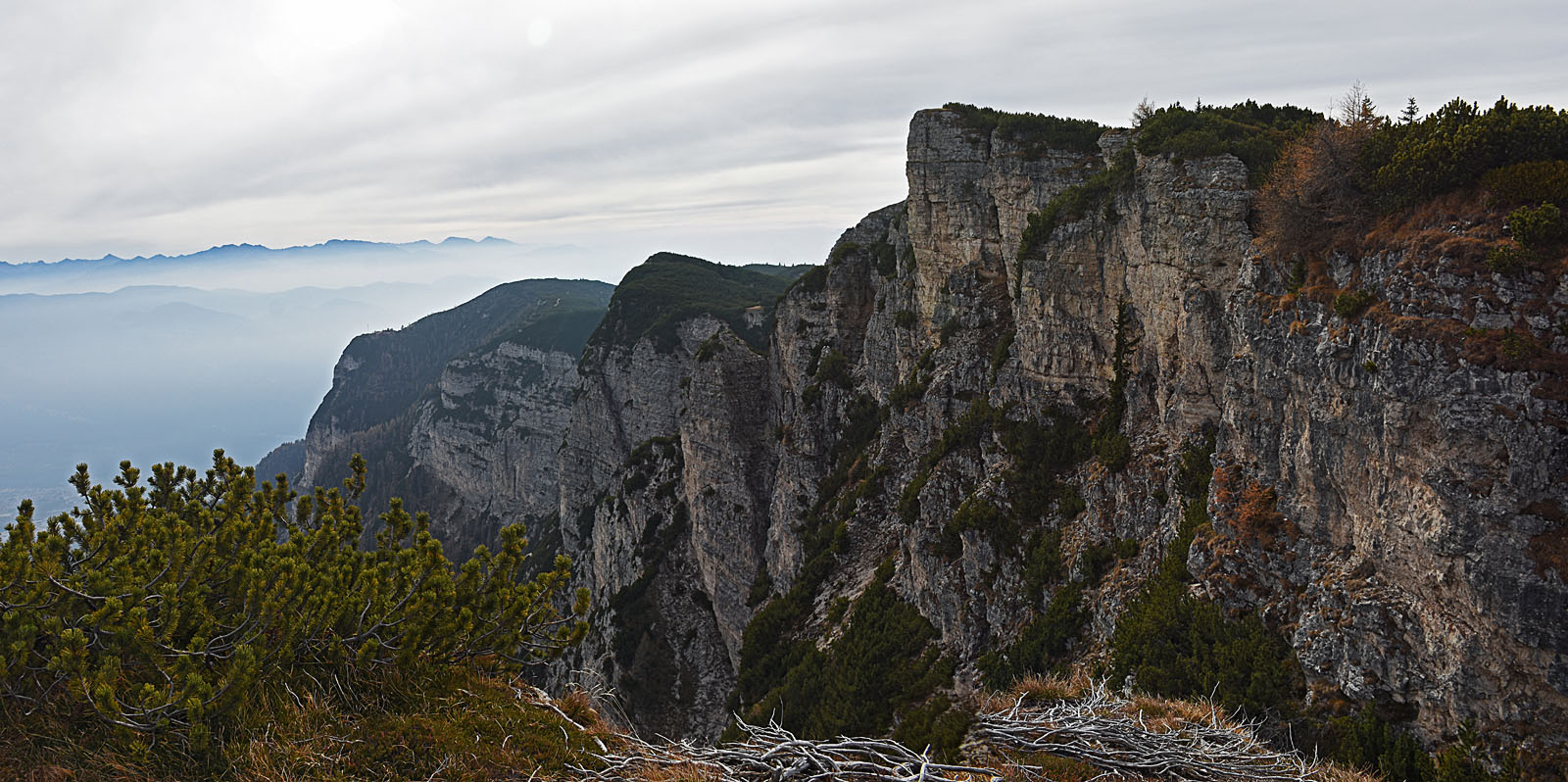
Monte Roen

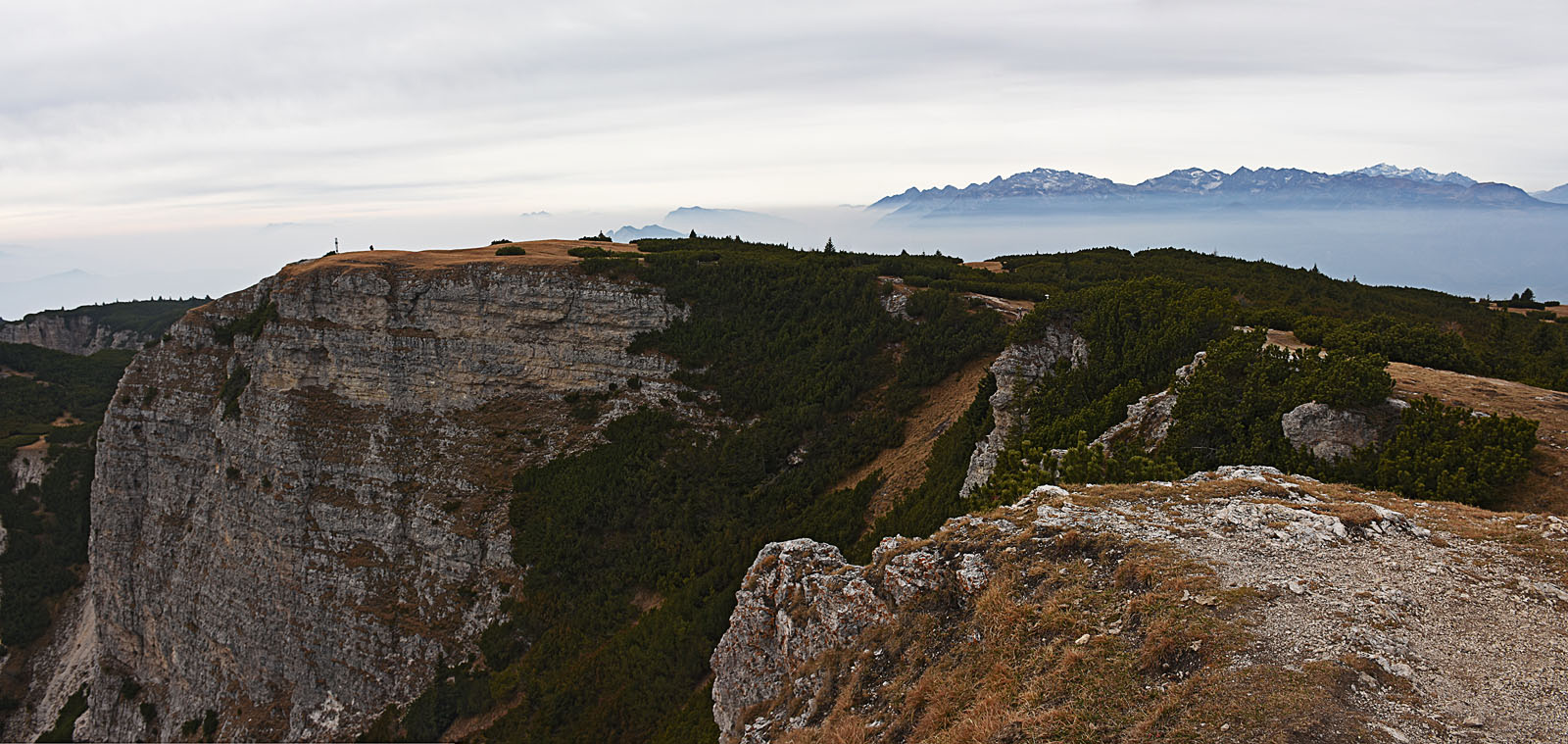
Monte Roen panorama

La via principale per raggiungere la cima consiste nell'oltrepassare il paese di Amblar per raggiungere la malga di Romeno a quota 1774 m (strada quasi interamente asfaltata). Dalla malga inizia un sentiero ripido che in circa mezz'ora porta alla cima.
La seconda importante via d'accesso al Roen è la strada forestale di 4 km che dall'abitato di Don sale alla malga della pieve di Sanzeno (1650 m). Da qui è possibile raggiungere la malga di Romeno proseguendo per la strada principale, oppure immettersi sulla strada forestale che sale dai 7 larici, con un sentiero impervio. Quest'ultima strada, appena citata (dai 7 larici), porta alla malga di Sfruz e Smarano (1918 m) dalla quale è possibile raggiungere la cima in circa 20 minuti.
Dal rifugio Oltreadige inizia un percorso alpinistico supportato da una continua corda, che conduce gli escursionisti sulla cima Roen.
Questo percorso attrezzato non è particolarmente difficile anche se sono presenti dei punti esposti.
Percorrendo la ferrata si può ammirare un paesaggio sull'Alto Adige.
Un'altra possibilità per raggiungere la vetta inizia con un sentiero che parte dalla loc. Campi di Golf, nei pressi della stazione sciistica del Passo Mendola, dove si può partire direttamente a piedi o risparmiarsi quasi 2 km di strada salendo con la seggiovia che è aperta sia l'estate che l'inverno.

## Gare
Su questa montagna annualmente si disputa una gara di sci alpinismo in ricordo di Manuel Calliari.
Tale gara inizia dal centro abitato di Don nei pressi delle ultime case passando per la località Malgerazzi e per poi inerpicarsi fino alla malga di Don e quindi la valle di san Zoan e cima Roen.

## Impianti di risalita
Alla base del Monte Roen (dalla parte del Passo della Mendola) è attiva una seggiovia triposto lunga 1371 metri che parte da 1368 m s.l.m. per arrivare ai 1594 m e permettere di sciare sulla pista blu lunga 1575 metri. Questa seggiovia è utilizzabile anche dai pedoni (anche d'estate) che vogliono salire sul Monte Roen. L'inverno la seggiovia ha una velocità di 2.5 m/s, l'estate viene ridotta a 1.7 m/s.
Nel lato del comune di Predaia si trova un skilift e un tapis roulant.
La seggiovia e lo skilift  erano gestiti fino al 2024 dalla società Altipiani Val di Non, che gestisva i 3 impianti della valle (Monte Roen, Monte Nock, Predaia). dal 2024 la provincia di Trento, attraverso Trentino Sviluppo (proprietario di impianti e terreni degli impianti della mendola e del monte nock e dei soli impianti del passo Predaia), ha recesso il contratto di gestione della Skiarea Predaia, assegnandola alla nuova ASD Altopiano Predaia partecipata dal comune di Predaia e di Sfruz, e varie associazioni locali.